# Nørresundby
Nørresundby – miasto w Danii, na Nørrejyske Ø, u szczytu Półwyspu Jutlandzkiego. Miasto administracyjnie należy do gminy Aalborg i regionu Jutlandia Północna (d. okręgu Nordjyllands Amt).
Nørresundby położone jest nad cieśniną Limfjorden; po drugiej stronie cieśniny leży Aalborg. Miasta połączone są ze sobą dwoma mostami (jeden dla ruchu kolejowego, drugi dla samochodów (zob. trasa europejska E39) oraz pieszych), dzięki czemu praktycznie tworzą jeden organizm miejski, m.in. ze wspólnymi liniami autobusowymi.